# Coleophora tiliella
Coleophora tiliella é uma espécie de mariposa do gênero Coleophora pertencente à família Coleophoridae.